# U-70
Unterseeboot 70 foi um submarino alemão do Tipo VIIC, pertencente a Kriegsmarine que atuou durante a Segunda Guerra Mundial.
O U-70 esteve em operação entre os anos de 1940 e 1941, realizando neste período apenas uma patrulha de guerra, nas quais afundou e danificou quatro navios aliados. Foi afundado no dia 7 de março de 1941 pelos navios de corveta britânicos HMS Camellia e HMS Arbutus, causando a morte de 20 tripulantes enquanto que os outros 25 sobreviveram.

## Comandantes
| Comandante   | Data                                        |
| ------------ | ------------------------------------------- |
| Joachim Matz | 23 de novembro de 1940 - 7 de março de 1941 |

## Subordinação
| Período                                        | Flotilha                                |
| ---------------------------------------------- | --------------------------------------- |
| 23 de novembro de 1940 - 31 de janeiro de 1941 | 7. Unterseebootsflottille (treinamento) |
| 1 de fevereiro de 1941 - 7 de março de 1941    | 7. Unterseebootsflottille (fronte)      |